# 下祝乡
下祝乡是中国福建省福州市闽清县下辖的一个乡。

## 行政区划
下祝乡下辖以下地区：
下祝村、后峰村、兰口村、尾厝村、长新村、堡顶村、池楼村、箬洋村、翁头山村委、梧洋村、罗山村、后岭村、洋头村、洋尾村、过山洋村委、三洋村、前洋村、源溪村、洋边村、渡塘村、汶洋村和邹洋村。